# Servet Gökçen
Servet Gökçen (* 26. Oktober 1986 in Kızıltepe) ist ein türkischer Fußballspieler.

## Karriere
Gökçen spielte während seiner Jugend für Bahçelievlerspor und Galatasaray Istanbul. Im Dezember 2002 unterschrieb Gökçen einen Profivertrag bei Galatasaray. Am 30. Mai 2003 gab Gökçen sein Ligadebüt gegen Gaziantepspor. Fatih Terim wechselte ihn in der 84. Spielminute für İlker Erbay ein. Diese Begegnung war die Einzige für die Gelb-Roten. Im Januar 2004 wurde der Vertrag von Gökçen aufgelöst und er wechselte ablösefrei zu Beylerbeyi SK in die 3. Liga.
Von 2004 bis 2011 spielte Gökçen bei Vereinen aus der 3. und 4. Liga. 2011 folgte der Wechsel zu Kayseri Şekerspor in die Amateurliga (Bölgesel Amatör Lig).